# Sent Andrieu de Magencolas
Sent Andrieu de Magencolas (en francès Saint-André-de-Majencoules) és un municipi francès situat al departament del Gard i a la regió d'Occitània.